# Ilmajoki
Ilmajoki (suédois : Ilmola) est une municipalité de l'ouest de la Finlande, dans la province de Finlande occidentale et la région d'Ostrobotnie du Sud.

## Géographie
Située dans les grandes plaines d'Ostrobotnie, elle est traversée par la rivière Kyrönjoki, dont les berges sont classées parmi les paysages nationaux de Finlande par le ministère de l'environnement.
La commune est largement agricole, mais est connue pour une tout autre raison: c'est en effet la patrie de la vodka la plus célèbre du pays, la Koskenkorva, dont la consommation rythme régulièrement les nuits de week-end ou d'été partout dans le pays.
La distillerie du groupe Altia, au village de Koskenkorva (fi), est un des plus gros employeurs de la commune.

## Démographie
Depuis 1980, l'évolution démographique d'Ilmajoki est la suivante :
| Année      | 1980   | 1985   | 1990   | 1995   | 2000   | 2005   |
| ---------- | ------ | ------ | ------ | ------ | ------ | ------ |
| population | 11 928 | 12 041 | 12 097 | 12 005 | 11 832 | 11 496 |

| Année      | 2010   | 2015   | 2020   |
| ---------- | ------ | ------ | ------ |
| population | 11 841 | 12 159 | 12 278 |

## Transports
Ilmajoki est traversé par les routes nationales 3, 19 et 18, ainsi que par la route principale 67.
La route nationale 19, ou ceinture de contournement Est de Seinäjoki, part de Rengonkylä à Ilmajoki, traverse par le centre de Seinäjoki et va jusqu'à Nurmo.
C'est la deuxième route sud-nord la plus fréquentée de Finlande après la route Helsinki-Jyväskylä-Oulu.
La commune est à 70 km de Vaasa et 360 km d'Helsinki et par la nationale 19.
La capitale régionale Seinäjoki n'est qu'à 15 km, et l'aéroport de Seinäjoki (fi) est en fait situé à Ilmajoki.
Ilmajoki est sur la ligne Seinäjoki–Kaskinen.
Les municipalités voisines sont Ylistaro au nord, Seinäjoki et Nurmo à l'est, Jalasjärvi au sud-est, Kurikka au sud-ouest, Jurva à l'ouest, ainsi que Laiha en Ostrobotnie.

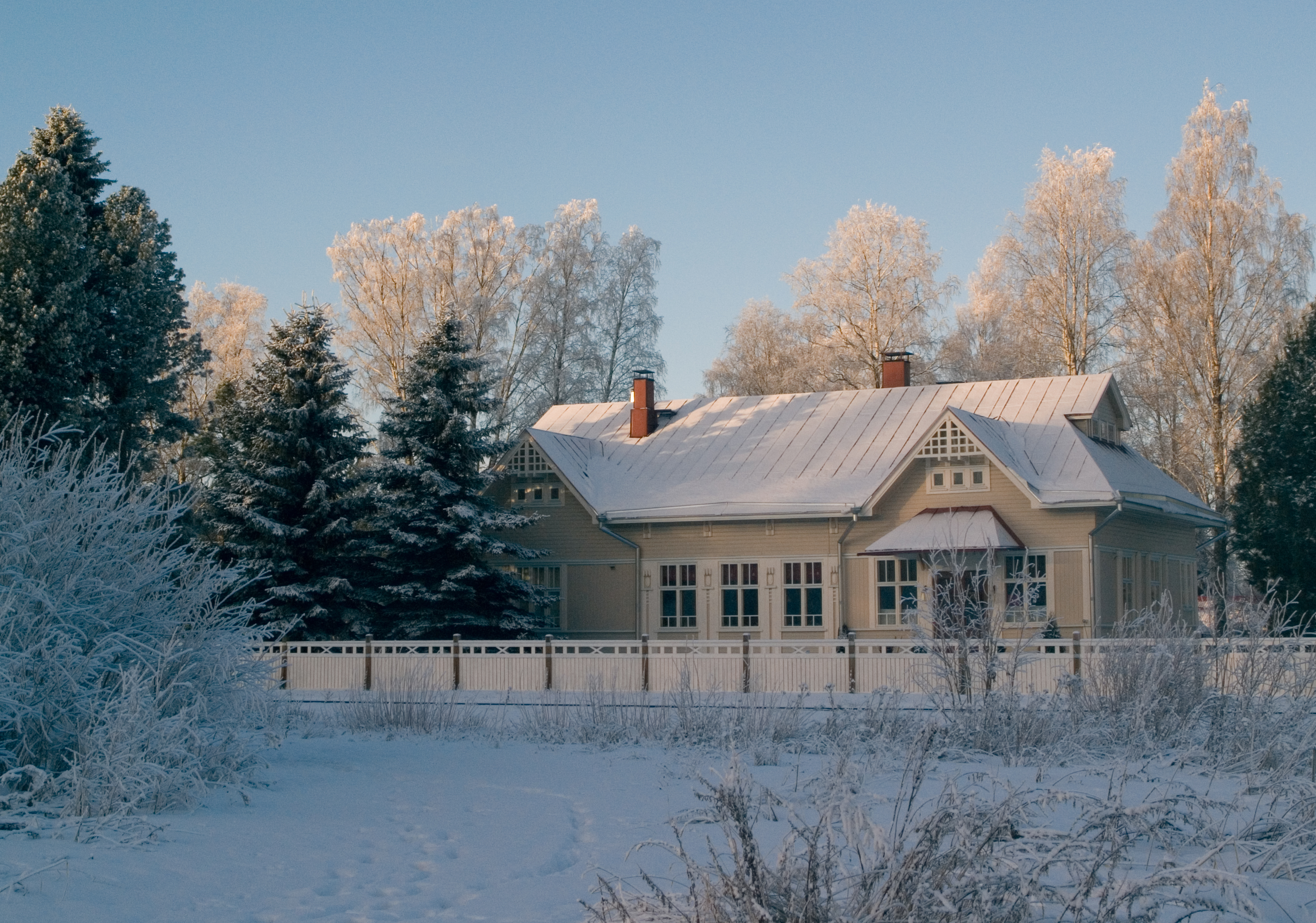
L'ancienne gare ferroviaire.

## Politique et administration

### Conseil municipal
Les sièges des 35 conseillers municipaux sont répartis comme suit:
| Parti    | Parti                              | Sièges 2021–2025 |
| -------- | ---------------------------------- | ---------------- |
|          | Parti social-démocrate de Finlande | 4                |
|          | Vrais Finlandais                   | 8                |
|          | Parti de la coalition nationale    | 7                |
|          | Parti du centre                    | 13               |
|          | Ligue verte                        | 1                |
|          | Alliance de gauche                 | 0                |
|          | Chrétiens-démocrates               | 2                |
| Sources: |                                    |                  |

### Évolutions des votes
La répartition des votes entre les partis politiques a évolué comme suit:
| Parti | KESK  | KESK | PS    | PS   | KOK   | KOK  | SDP   | SDP  | KD   | KD  | VIHR | VIHR | VAS  | VAS |
| Année | Voix  | %    | Voix  | %    | Voix  | %    | Voix  | %    | Voix | %   | Voix | %    | Voix | %   |
| 2008  | 2 484 | 40,5 | 845   | 13,8 | 1 576 | 25,7 | 1 003 | 16,3 | 178  | 2,9 |      |      | 51   | 0,8 |
| 2012  | 2 124 | 36,4 | 977   | 16,7 | 1 406 | 24,1 | 995   | 17,0 | 334  | 5,7 |      |      |      |     |
| 2017  | 2 639 | 45,2 | 652   | 11,2 | 1 270 | 21,8 | 965   | 16,5 | 250  | 4,3 |      |      | 49   | 0,8 |
| 2021  | 1 983 | 36,2 | 1 154 | 21,1 | 1 092 | 19,9 | 654   | 11,9 | 429  | 7,8 | 144  | 2,6  | 23   | 0,4 |

## Économie

### Principales entreprises
En 2021, les principales entreprises de Ilmajoki par chiffre d'affaires sont :
| Société                       | C.A.  |
| ----------------------------- | ----- |
| Lantmännen Agro Ilmajoki      | 22 M€ |
| Lakeuden Etappi Oy Toimisto   | 21 M€ |
| Revisol Oy                    | 13 M€ |
| LICO Oy                       | 8 M€  |
| JPT-Industria Oy              | 8 M€  |
| Lähdesmäki Oy Ilmajoki        | 6 M€  |
| Maansiirto Veljekset Rinta Oy | 6 M€  |
| Jussi Syrjämäki Oy            | 5 M€  |
| Solid Water Oy                | 4 M€  |
| Ilmajoen Sähkökoje Oy         | 4 M€  |

### Employeurs
En 2021, les plus importants employeurs privés de Ilmajoki sont:
| Employeur                     | Employés |
| ----------------------------- | -------- |
| LICO Oy                       | 66       |
| Revisol Oy                    | 53       |
| Lakeuden Etappi Oy Toimisto   | 42       |
| JPT-Industria Oy              | 34       |
| Kuljetusliike Koivulahti Oy   | 25       |
| Maansiirto Veljekset Rinta Oy | 20       |
| Lähdesmäki Oy Ilmajoki        | 20       |
| Ilmajoen Sähkökoje Oy         | 19       |
| Piantek Oy                    | 19       |
| Rakennus Udelius Oy           | 18       |

## Personnalités
- Pauli Aaltonen, sculpteur
- Jarkko Ala-Huikku, lutteur
- Erkki Ala-Könni, musicien
- Valentin Annala, député
- Juho Erkki Antila, député
- Yrjö Antila, député
- Hannu-Pekka Björkman, acteur
- Juho Forsell, peintre
- Arvo Haavisto, lutteur
- Value Haavisto, sportif
- Riitta-Liisa Haavisto, artiste
- Otto-Iivari Meurman, architecte
- Nándor Mikola, artiste
- Juha Mäenpää, député
- Matti Mäkelä, écrivain
- Matti Paasivuori, syndicaliste
- Lauri Pakkala, écrivain
- Veikko Peräsalo, athlète
- Riitta Pihlajamäki, journaliste
- Tero Pitkämäki, lanceur de javelot
- Juha Puhtimäki, joueur de baseball
- Marko Yli-Hannuksela, lutteur
- Agnes Sjöberg, vétérinaire finlandaise

Ilmajoki est la commune de naissance de plusieurs sportifs de renom, notamment pour les plus récents le lanceur de javelot Tero Pitkämäki ou le lutteur Marko Yli-Hannuksela, et dans les générations précédentes le lutteur Arvo Haavisto.

## Galerie

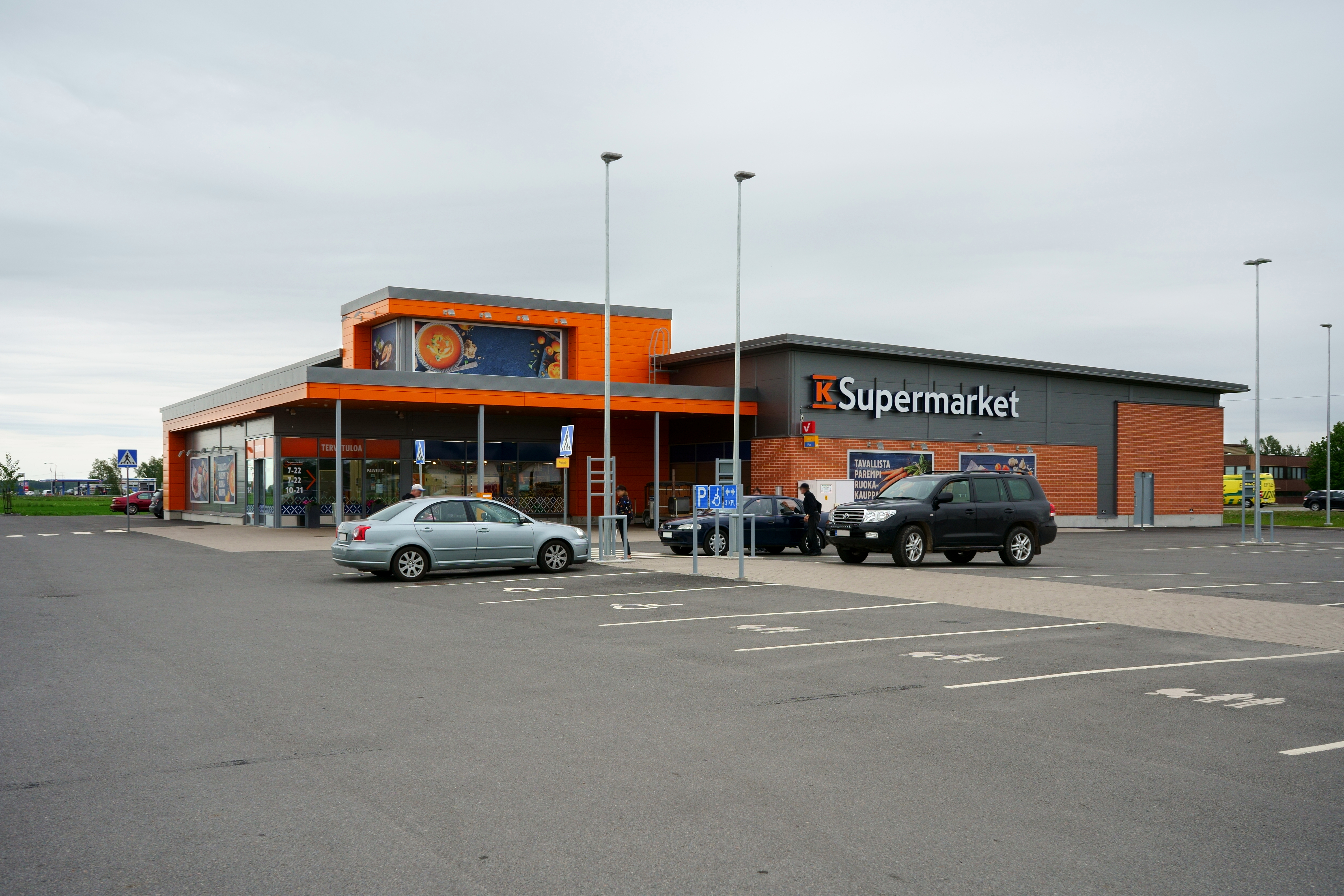
Le K-Supermarket d'Ilmajoki.
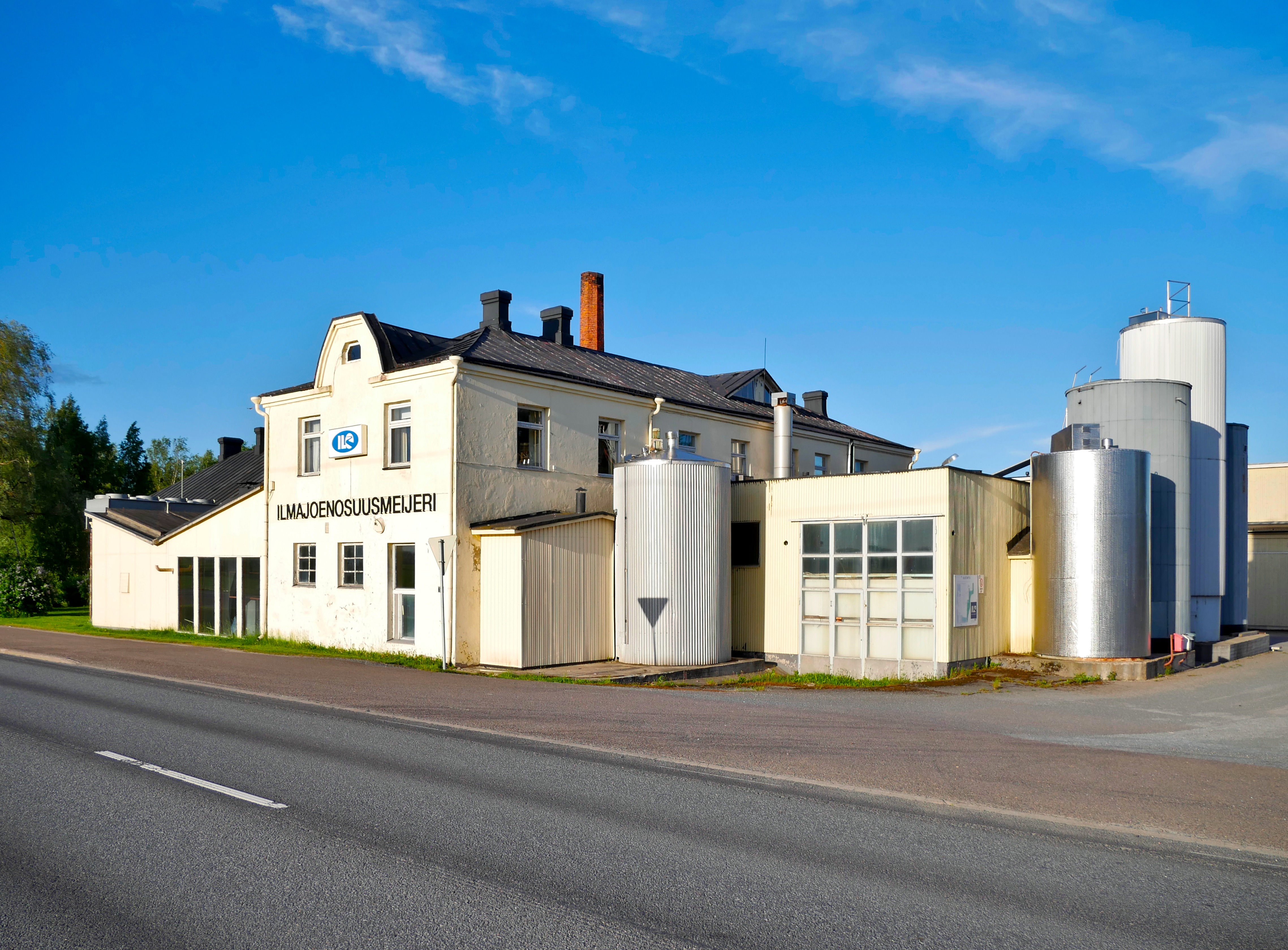
La coopérative laitière.
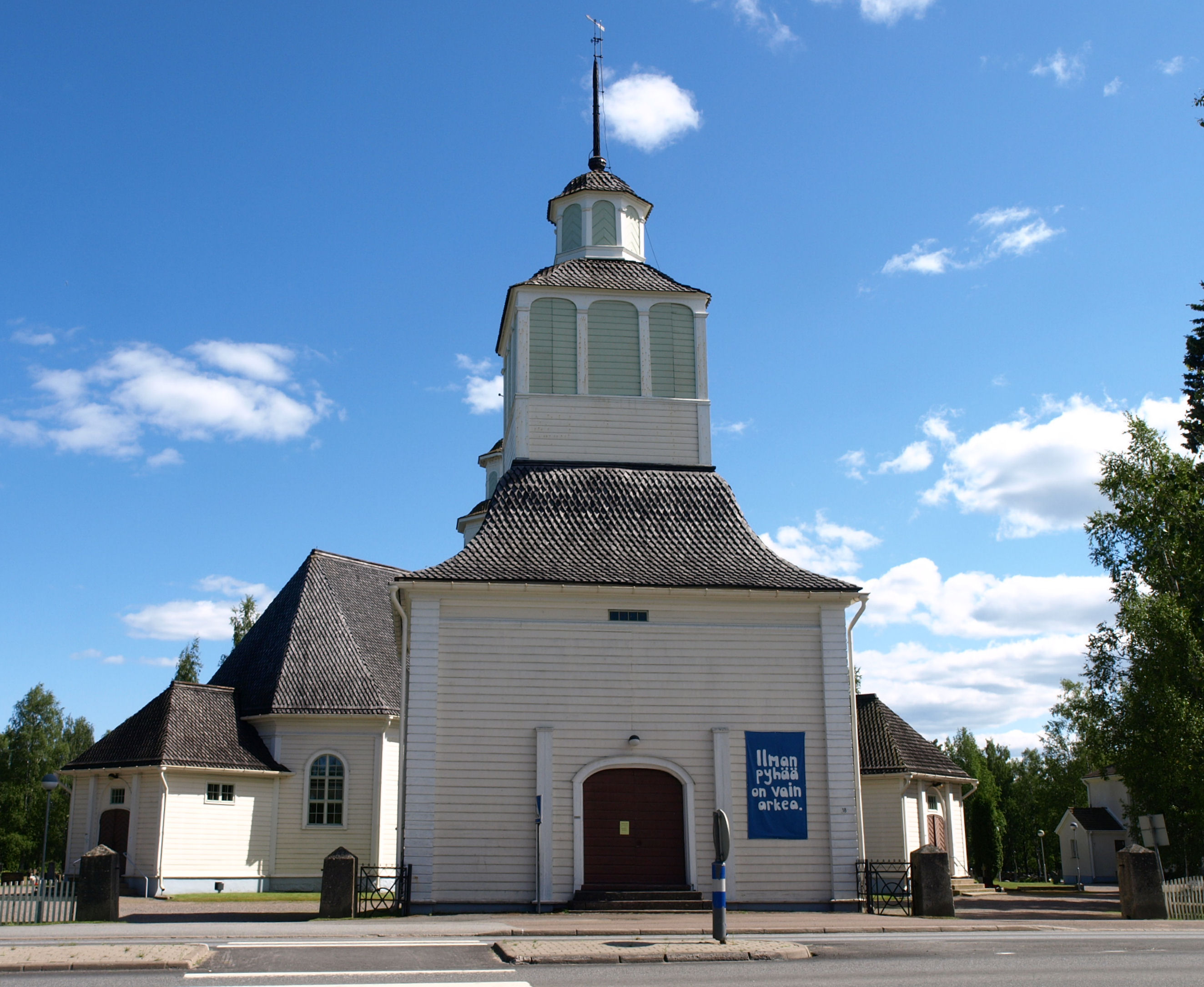
L'église d'Ilmajoki.
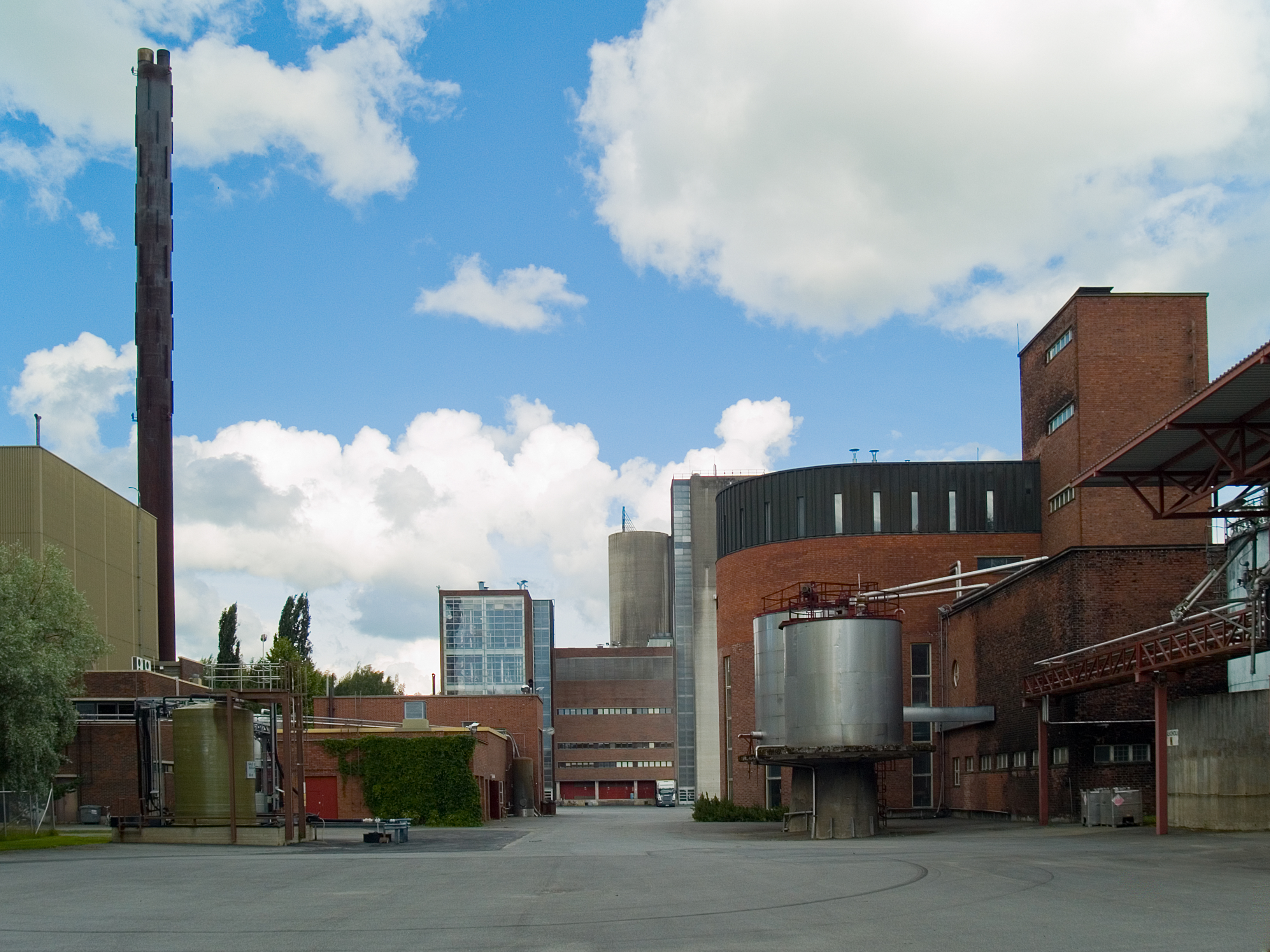
Distillerie de Koskenkorva.
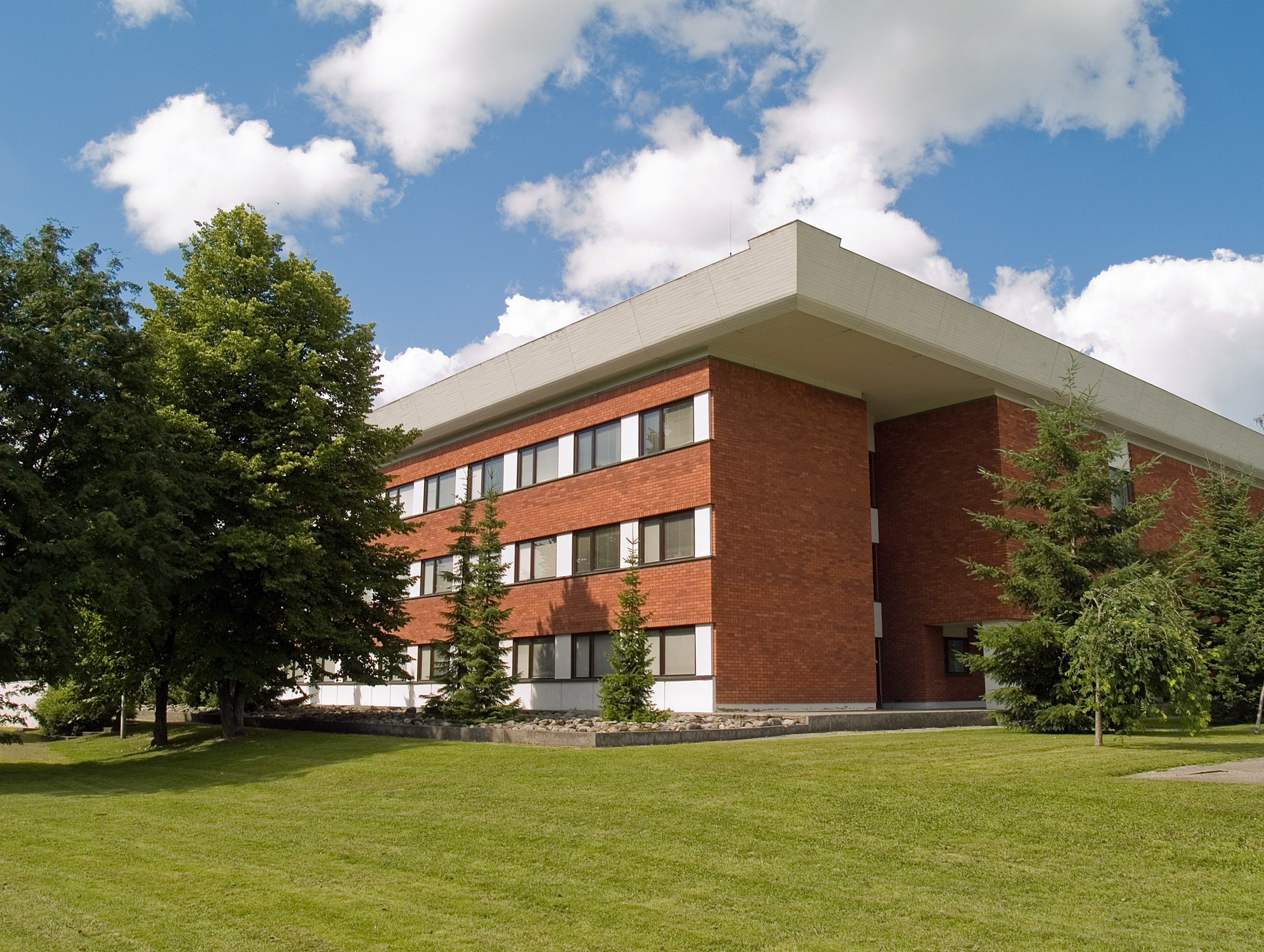
La mairie d'Ilmajoki.
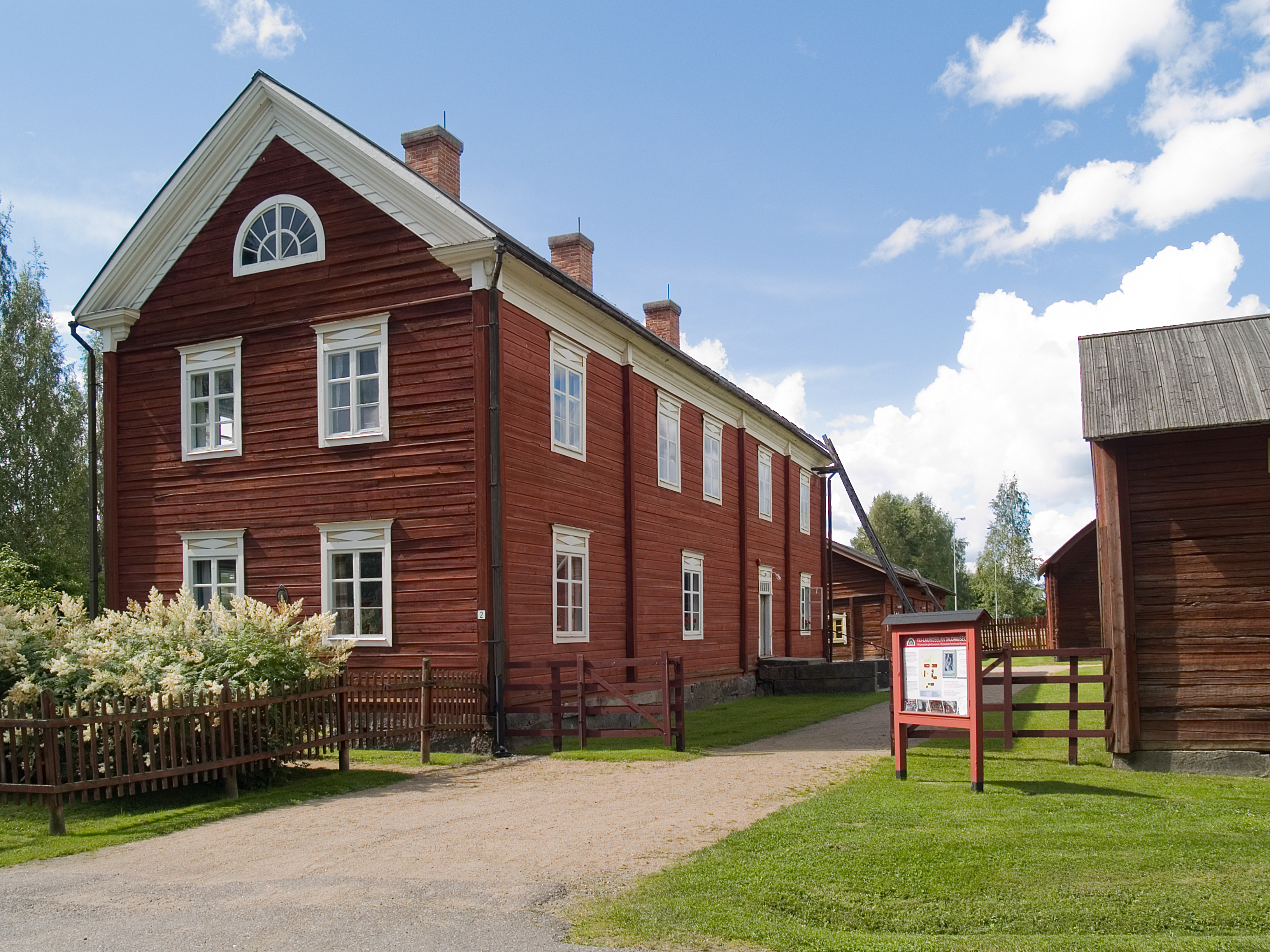
Le musée d'Yli-Laurosela à Ilmajoki.
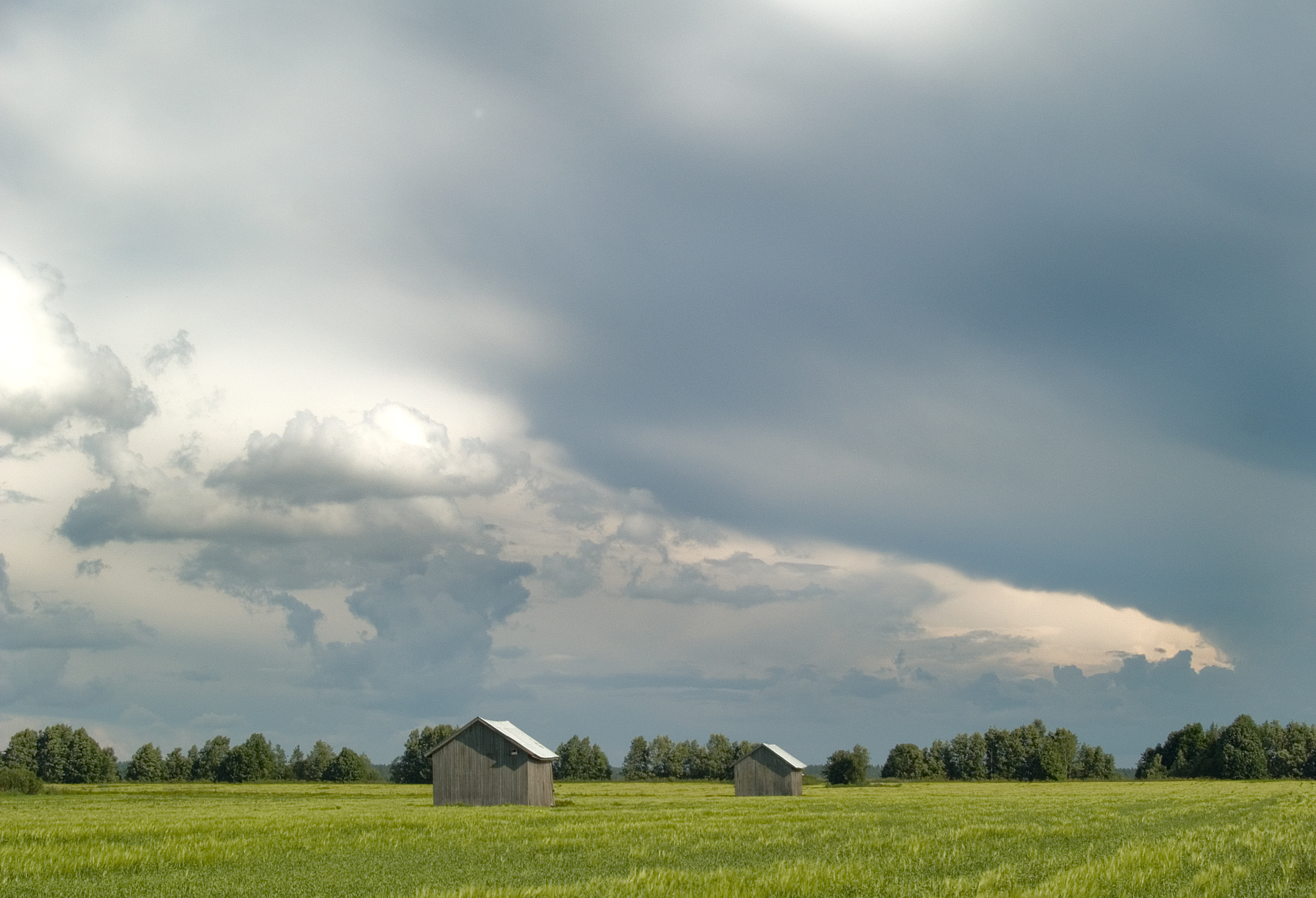
Plaine d'Alajoki à Ilmajoki. La rivière Kyrönjoki coule derrière les arbres du fond.
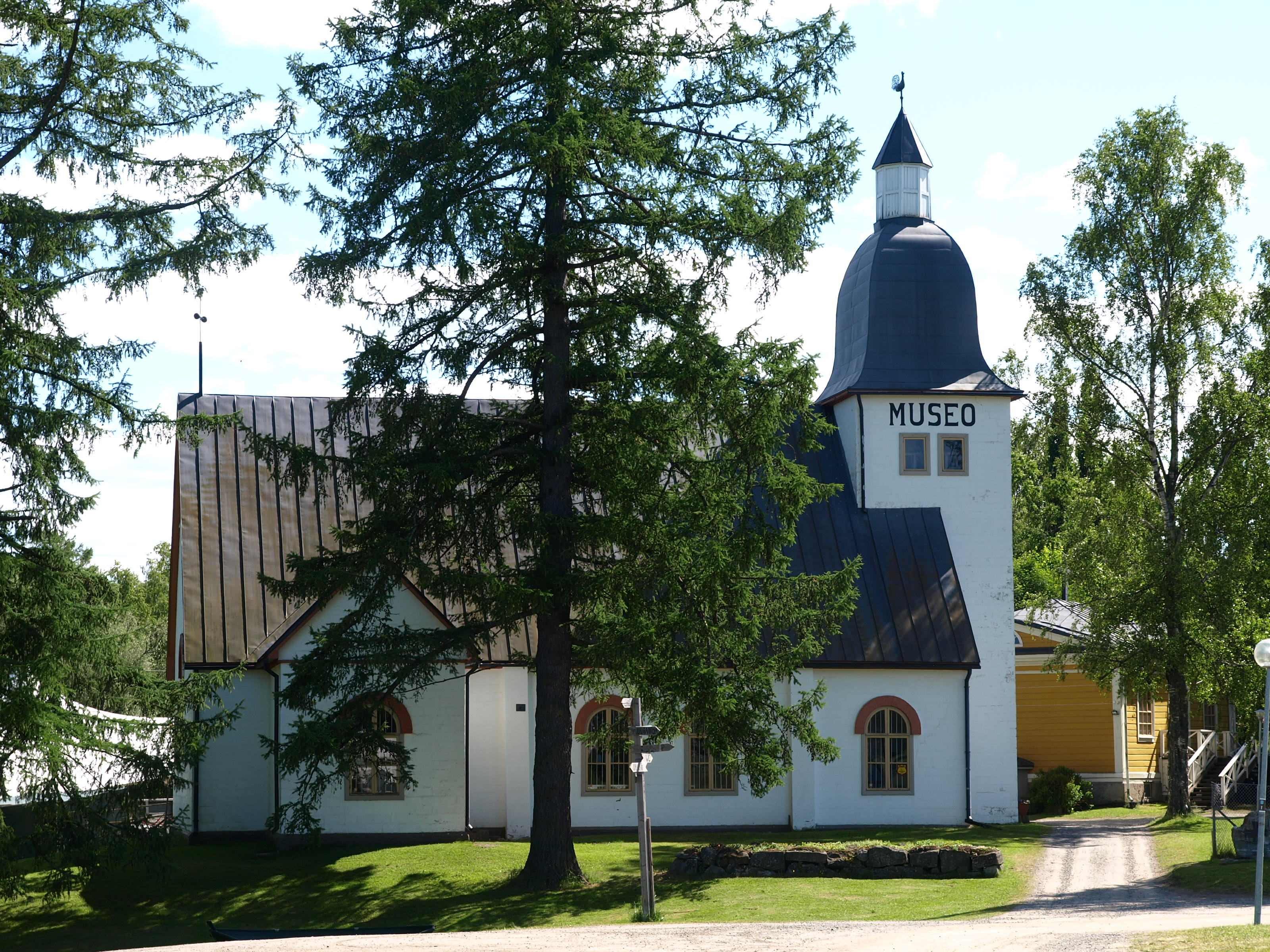
Musée d'Ilmajoki.